# Ефективний контроль
Ефективний контроль (хибна калька з англ. effective control — укр. фактичне управління) — концепція в міжнародному праві, вперше застосована у рішенні Міжнародного суду ООН у справі Нікарагуа проти США у 1986 року. Передбачає встановлення відповідальності держави за протиправну діяльність організацій та осіб, офіційно непідконтрольних їй, однак фактично контрольованих нею. Також концепція покладає на державу відповідальність за дотримання прав і свобод громадян на територіях, підконтрольних таким організаціям.

## Назва
Оригінальний англійський термін не дає оцінки якості управління тою чи іншою державою, оскільки слово «effective» насправді позначає дієвість і дійсність керування, а не його ефективність («efficiency»).

## Історія застосування

### США в Нікарагуа
Концепція була розроблена Міжнародним судом Організації Об'єднаних Націй у 1986 у рамках справи про військову діяльність США у Нікарагуа. Нікарагуа позивалась проти США через підтримку і фінансування Сполученими Штатами контрас, що вели проти нікарагуанського уряду партизанську війну. Попри запровадження нової концепції, контроль США над контрас так і не довели.

### Туреччина на Кіпрі
Уперше концепція ефективного контролю з'явилась у практиці Європейського суду з прав людини під час розгляду ним справ, пов'язаних з діями Туреччини на території Північного Кіпру. Суд розглядав справи як у рамках індивідуальних заяв, наприклад, Луїзіду проти Туреччини (1995, 1996 роки) і Манітарас та інші проти Туреччини (2008 рік), так і в рамках міждержавних, наприклад, Кіпр проти Туреччини (2001 рік).

### Діяльність Російської Федерації

#### В Україні
Ще у 2015 році Уряд України заявив про «ефективний контроль» Російської Федерації над Кримом і бойовиками на сході країни. Таке формулювання було використане у позовах України проти РФ до Європейського суду з прав людини.
Резолюція ПАРЄ 2133 (2016) від 12 жовтня 2016 року про «Засоби правового захисту від порушень прав людини на українських територіях, що знаходяться поза контролем української влади» стала першим іноземним міжнародним документом, який визнав Російську Федерацію стороною конфлікту та застосував до неї термін «ефективний контроль».